# BelRom
BelRom este un fond de investiții din Belgia.
Este controlat de trei oameni de afaceri belgieni - Carl Decoopman, Steven Van Den Bossche și Hendrik Danneels.

## BelRom în România
În mai 2010, fondul investise deja circa 400 milioane euro pe piața locală, fiind unul dintre cei mai importanți dezvoltatori de pe piața spațiilor comerciale.
În anul 2008, Belrom a deschis European Retail Park Bacău din Bacău, ulterior redenumit în Hello Shopping Park,
în urma unei investiții de aproximativ 60 de milioane de euro.
Proprietăți:
- În noiembrie 2006, BelRom a deschis și a vândut centrul comercial European Retail Park Sibiu către fondul de investiții Argo Real Estate, pentru suma de 83 milioane euro [1][4]
- În ianuarie 2008, Belrom a vândut ERP Târgu-Mureș pentru suma de 90 milioane euro către fondul de investiții francez Natixis [1][5]
- European Retail Park Brăila a fost inaugurat în mai 2008 și a fost vândut în octombrie 2009 pentru suma de 63 milioane euro către fondul de investiții NEPI [1]
- În septembrie 2013, Belrom a vândut Severin Shopping Center către fondul sud-african de investiții NEPI [6]
- European Retail Park Botoșani, deschis pe 15 noiembrie 2011
- European Retail Park Focșani (incluzând Promenada Mall Focșani) a fost deschis în 2008. Promenada Mall Focșani intrat în insolvență în iunie 2013
- Electroputere Parc din Craiova, deschis în noiembrie 2011